# Gönül Bredehorst

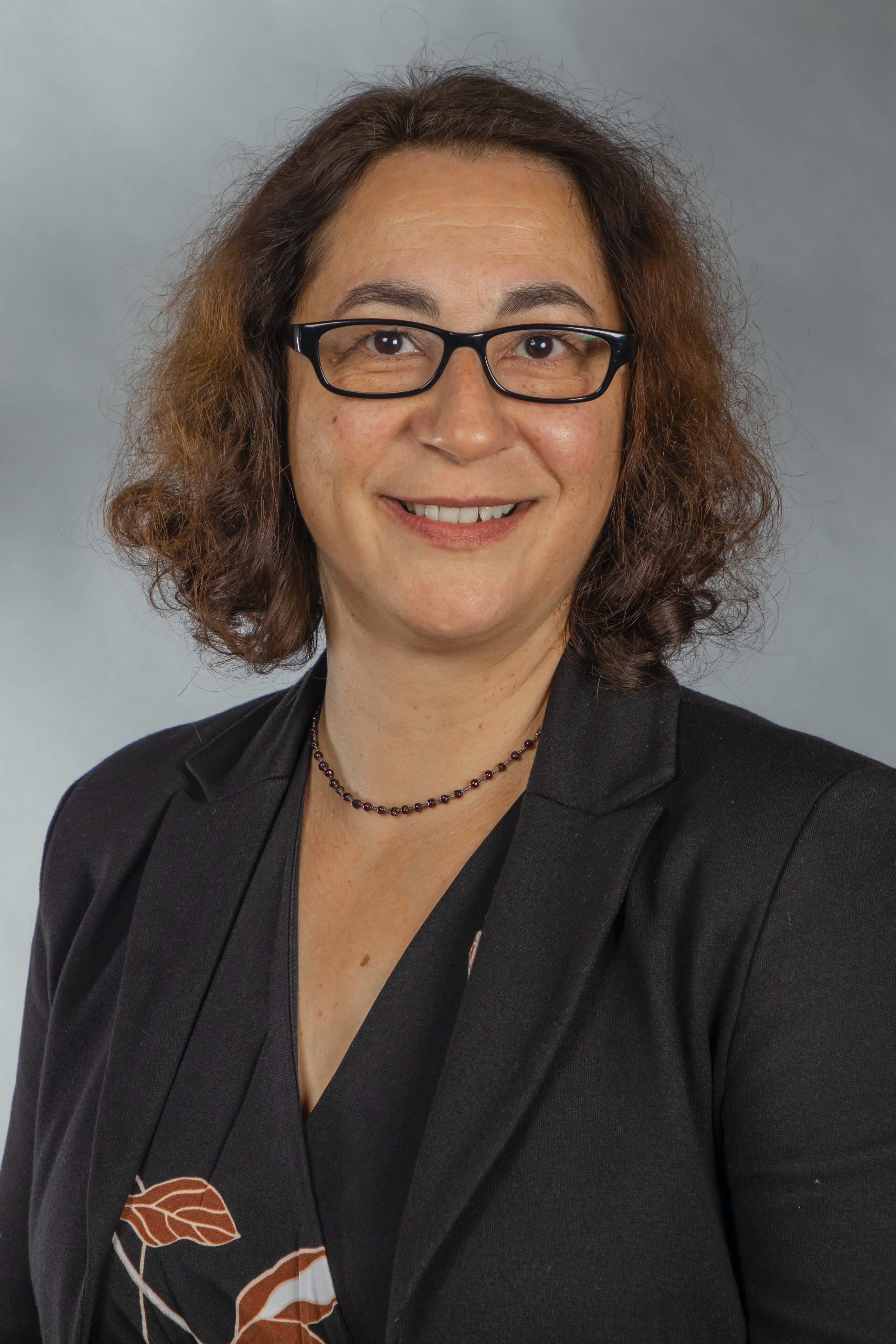
Gönül Bredehorst, 2019

Gönül Bredehorst (* 24. Januar 1973 in Eskişehir) ist eine deutsche Politikerin (SPD). Sie war von 2019 bis 2023 Mitglied der Bremischen Bürgerschaft.

## Biografie

### Ausbildung und Beruf
Bredehorst absolvierte 1994 ihr Abitur am Schulzentrum Rübekamp in Bremen-Walle. Von 1996 bis 1998 machte sie eine Ausbildung zur Groß- und Außenhandelskauffrau bei der Firma Canico. Sie studierte von 1994 bis 1996 und 2014 bis 2019 Politikwissenschaften an der Universität Bremen. Sie war bei der Firma Canico von 1998 bis 2000 tätig und danach bis 2014 bei der Firma Henry Lamotte Oils.
Sie ist verheiratet und hat zwei Kinder.

### Politik
Bredehorst ist seit 2010 Mitglied der SPD und dort in verschiedenen Funktionen aktiv, aktuell als Vorsitzende des SPD-Ortsvereins Bremen-Findorff. Von 2011 bis 2019 war sie Mitglied im Beirat des Stadtteils Findorff und seit 2015 Beiratssprecherin. Ab 2015 war sie Mitglied der Deputation für Soziales, Jugend und Integration der Bremischen Bürgerschaft.
Schwerpunkte von Bredehorsts politischer Arbeit in Bremen sind die Bildungspolitik sowie ihr Engagement für den Stadtteil Findorff.
Im Herbst 2019 wurde Bredehorst Abgeordnete der Bremischen Bürgerschaft und war dort die Bildungspolitische Sprecherin der SPD-Fraktion. Sie war Mitglied in folgenden Gremien:
- Städtische Deputation für Kinder und Bildung
- Staatliche Deputation für Kinder und Bildung
- Betriebsausschuss KiTa Bremen
- Betriebsausschuss Umweltbetrieb Bremen
- stellv. Mitglied: Ausschuss für die Gleichstellung der Frau, Petitionsausschuss, Rechtsausschuss, Landesjugendhilfeausschuss, Ausschuss für Bürgerbeteiligung, bürgerschaftliches Engagement und Beiräte, Betriebsausschuss Immobilien Bremen

Bei der Bürgerschaftswahl in Bremen 2023 erhielt sie kein Mandat mehr und schied aus der Bürgerschaft aus.